# Dendrochilum javieriense
Dendrochilum javieriense là một loài phong lan, tiếng Anh thường gọi là Javier's Dendrochilum.

## Hình ảnh

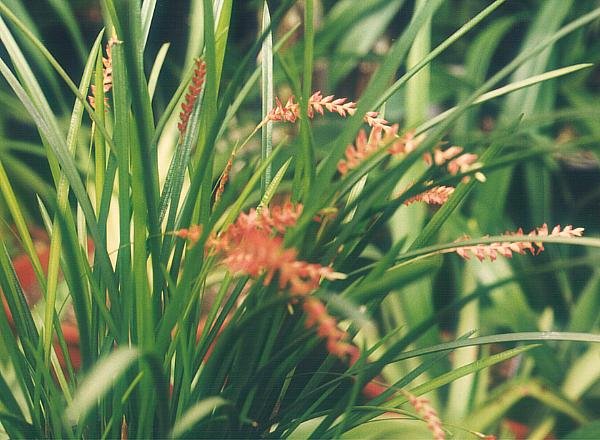